# Hornschuchia leptandra
Hornschuchia leptandra är en kirimojaväxtart som beskrevs av David Mark Johnson. Hornschuchia leptandra ingår i släktet Hornschuchia och familjen kirimojaväxter. Inga underarter finns listade i Catalogue of Life.